# (12318) Kästner
(12318) Kästner  es un asteroide perteneciente al cinturón de asteroides, descubierto el 30 de abril de 1992 por Freimut Börngen desde el Observatorio Karl Schwarzschild, en Alemania.

## Designación y nombre
Kästner se designó inicialmente como 1992 HD7.
Más adelante fue nombrado en honor al escritor alemán  Erich Kästner (1899-1974).

## Características orbitales
Kästner orbita a una distancia media del Sol de 2,9941 ua, pudiendo acercarse hasta 2,3599 ua y alejarse hasta 3,6283 ua. Tiene una excentricidad de 0,2118 y una inclinación orbital de 12,2666° grados. Emplea en completar una órbita alrededor del Sol 1892 días.

## Características físicas
Su magnitud absoluta es 13,3.